# Tropidozineus
Tropidozineus es un género de escarabajos longicornios de la tribu Acanthocinini.

## Especies
- Tropidozineus adustus Monné M. A. & Monné M. L., 2012
- Tropidozineus amabilis Monné, 1991
- Tropidozineus argutulus Monné, 1988
- Tropidozineus brunneomaculatus J.-P. Roguet, 2022
- Tropidozineus cinctulus Monné & Martins, 1976
- Tropidozineus complanatus Monné, 1991
- Tropidozineus distinctus J.-P. Roguet, 2022
- Tropidozineus fulveolus (Lameere, 1884)
- Tropidozineus ignobilis (Bates, 1863)
- Tropidozineus impensus Monné & Martins, 1976
- Tropidozineus inexpectatus (Melzer, 1935)
- Tropidozineus martinsi Monné, 2009
- Tropidozineus pauper (Melzer, 1931)
- Tropidozineus quadricristatus (Melzer, 1935)
- Tropidozineus rotundicollis (Bates, 1863)
- Tropidozineus salazarae Santos-Silva & al., 2021
- Tropidozineus sincerus Monné, 1988
- Tropidozineus tersus (Melzer, 1931)
- Tropidozineus tuberosus Monné, 1991
- Tropidozineus vicinus (Melzer, 1931)
- Tropidozineus wappesi Monné M. A. & Monné M. L., 2012